# Кириченко Ілля Микитович
Ілля Микитович Кириченко (нар. 31 липня 1889, Рябухи Дмитрівської волості Конотопського повіту, тепер Талалаївського району Чернігівської області — 13 липня 1955, Київ) — український мовознавець. Кандидат філологічних наук з 1945, член-кореспондент АН УРСР з 1951.

## Біографія
Закінчив 1914 Ніжинський історико-філологічний інститут. Під час Першої світової війни викладав латинську, грецьку і російську мови у гімназіях Іваново-Вознесенська (1914—1918), а з 1918 року — виїхав до УНР, викладав українську і класичні мови у школах і вузах України (Лубни, Київ).
У часи СРСР зміг уникнути арешту та займався професійною діяльністю. З 1931 працював в Інституті мовознавства АН УРСР (з 1946 — завідувач відділу словників), а з 1936 водночас викладав латинську мову у Київському університеті (з 1952 — завідувач кафедри класичної філології).

Могила Іллі Кириченка

Помер у 65-річному віці 13 липня 1955 року. Похований в Києві на Лук'янівському цвинтарі.

## Наукова діяльність
Розробляв проблеми української лексикографії, правопису, стилістики. Перша значна праця — «Словник медичної термінології» (1936). Один з авторів « Російсько-українського словника» (1948; 2-е вид. — 1955), які позначені системним втручанням владних структур з метою «наближення української мови до російської».
Брав участь у створенні «Українсько-російського словника» (т. 1-6, 1953, 1963), зокрема розробив наукові засади і принципи його побудови.
Автор «Орфографічного словника» (1955, кілька видань).
Під керівництвом Кириченка створено перший в українській лексикографії перекладний «Українсько-російський та російсько-український словник власних імен людей» (1954, кілька видань), який запровадив практику перекладу власних українських імен на російську мову (Микита — Никита, Олександр — Александр, Микола — Николай, тощо).
Фундатор і головний редактор «Лексикографічного бюлетеня» АН УРСР (в. 1—5, 1951—1955) та ін.
Багато уваги приділяв питанням українського правопису, розкриттю його особливостей, практичним завданням у цій галузі мовознавства.
Серед учнів Іллі Кириченка — мовознавці Андрій Білецький, Василь Ільїн, Леонід Паламарчук тощо.